# Prostitution dans les États fédérés de Micronésie
La prostitution dans les États fédérés de Micronésie est l'ensemble des conditions d'exercice de la prostitution dans les différents États de Micronésie, une partie de ces États ayant décidé son illégalité.

## Législation
La prostitution est légale à Yap et Kosrae mais illégale à Chuuk et Pohnpei. L'achat de relations sexuelles, le racolage et toute forme d'activité qui s'apparente à l'organisation d’un réseau organisé de prostitution sont considérés comme des délits à Chuuk et Pohnpei. 
Le pays constitue une source, une destination de transit et, dans une moindre mesure, une destination finale pour les femmes et enfants victimes du trafic sexuel. Les groupes les plus vulnérables vis-à-vis de ce trafic sont des travailleurs étrangers migrants, principalement issus des Philippines, bien que certaines femmes de Micronésie soient aussi parfois victimes de ces trafics. Les jeunes femmes et jeunes filles sont alors exploitées dans des réseaux de prostitution, notamment pour des clients marins et pêcheurs en provenance d’Asie, ou encore pour des ouvriers étrangers travaillant dans le domaine de la construction. 
Ces femmes sont recrutées avec la promesse d’emplois bien payés aux États-Unis et ses territoires, puis sont forcées à la prostitution à leur arrivée. Les autorités locales précisent que beaucoup de cas de trafic d’êtres humains ne sont pas rapportés, du fait de la stigmatisation dont sont victimes ces femmes prostituées, qui craignent des représailles et des répercussions possibles au sein de leur communauté d’origine.